# Oreto-Stazione
Oreto-Stazione è il terzo quartiere di Palermo. 
È l'unico quartiere ad essere stato ripartito fra due circoscrizioni (la II e la III). Per l'esattezza, l'unità di primo livello Corso dei Mille-Sant'Erasmo rientra nella II Circoscrizione, mentre le UPL Oreto-Guadagna e Oreto-Perez sono comprese nella III.

## Geografia fisica
Il quartiere sorge nella zona sud-orientale della città e occupa per buona parte la superficie della valle dell'Oreto, da cui prende il nome una delle unità di primo livello presenti al suo interno, Oreto-Guadagna. Il letto originario del fiume omonimo è stato cancellato in età contemporanea, mentre il corso d'acqua ha subito un netto ridimensionamento in seguito alla sistemazione tramite briglie.
Nella seconda metà del XX secolo l'area è stata sottoposta ad una massiccia urbanizzazione, conseguente alla necessità di espandere il centro abitato del capoluogo per rimpiazzare i nuclei residenziali andati distrutti o compromessi nel corso della seconda guerra mondiale.  
Oreto-Stazione comprende al suo interno i giardini pubblici dell'orto botanico di Palermo e di Villa Giulia.
Confina:
- a nord con i quartieri Tribunali-Castellammare e Palazzo Reale-Monte di Pietà;
- ad ovest con il quartiere Montegrappa-Santa Rosalia;
- a sud con i quartieri Villagrazia-Falsomiele, Brancaccio-Ciaculli e Settecannoli;
- ad est con il mar Tirreno.

## Storia

### Età antica e medievale
In origine, il letto del fiume Oreto che scorreva nell'area dell'attuale quartiere era abbastanza ampio da risultare navigabile, tanto che vi è attestata una battaglia tra cristiani e musulmani in epoca romana.  
Durante il dominio islamico, sui lati del fiume era posta una serie di mulini a vento riforniti da un sistema di acquedotti e generalmente impiegati per macinare cereali. Gli arabi si riferivano alla vallata creata dall'Oreto con il nome di Wâdî al-‘Abbâs e la consideravano un luogo paradisiaco, decidendo quindi di impiegarla per la fondazione di parchi e giardini.    
I ponti per l'attraversamento dell'Oreto sono stati costruiti a partire dal XII secolo. Il primo tra questi è stato realizzato nel 1113 per iniziativa di Giorgio di Antiochia, ammiraglio bizantino al servizio di Ruggero II di Sicilia e, per tale motivo, chiamato Ponte dell'Ammiraglio.  

### Età moderna
Nel 1582, la fascia costiera compresa nell'odierna suddivisione amministrativa venne impiegata per costituire il primo lungomare panoramico del centro cittadino, il Foro Italico, la cui struttura ha subito ad ogni modo degli stravolgimenti nel corso del tempo. I lavori vennero promossi dal viceré Marcantonio II Colonna, a cui sono attribuiti anche il prolungamento della via Toledo fino alla Marina e l'edificazione di Porta Felice.
Alla fine del XVIII secolo, l'area fu eletta dall'amministrazione comunale per ospitare l'impianto del primo parco pubblico extra-urbano, oggi coincidente con Villa Giulia e l'orto botanico.

### Età contemporanea
Nel 1886, in corrispondenza dell'attuale piazza Giulio Cesare venne inaugurata la stazione di Palermo Centrale, principale scalo ferroviario della città metropolitana. 
Negli anni '30 il regime fascista ordinò l'edificazione del Ponte Oreto, i cui progetti risalivano al Settecento.  
La zona del quartiere subì pesanti danni a causa dei bombardamenti di Palermo nella seconda guerra mondiale, che distrussero una percentuale significativa della superficie edificata, causando - oltre alle vittime civili - un preoccupante numero di sfollati in tutto il centro urbano. L'elevato tasso di macerie provocato dalle esplosioni e dai crolli venne riversato sul lungomare panoramico del Foro Italico dall'AMGOT, il governo militare istituito nei territori conquistati dagli Alleati.   
Tra gli anni Cinquanta e Sessanta l'intera città attraversò un processo di grande espansione edilizia, che nel caso del quartiere ha visto una percentuale sempre maggiore di superficie edificata nella valle dell'Oreto, in modo particolare dopo l'approvazione del piano regolatore di Palermo del 1962. Quest'ultimo permise attività di costruzione in aree verdi anche di particolare rilevanza e, per tale motivo, è stato giudicato nel tempo come un piano noncurante del patrimonio paesaggistico del capoluogo: in ragione di ciò, questa fase della storia urbanistica della città è nota come sacco di Palermo.    
Le macerie del periodo bellico che erano state riversate sul lungomare del Foro Italico dall'amministrazione militare provvisoria vennero rimosse del tutto solo alla fine degli anni Novanta, al termine di un'opera di riqualifica avviata dal comune cittadino - dopo aver ottenuto la concessione dell'area dall'autorità portuale - in vista della conferenza ONU sulla lotta alla mafia, che si sarebbe tenuta nel dicembre del 2000. Il nuovo Foro Italico rappresenta oggi un'importante area verde pubblica, nonché la passeggiata marina di maggior rilievo a Palermo.      
In epoca attuale, il quartiere rappresenta un'area densamente urbanizzata, con un tessuto eterogeneo in cui convivono impianti costruttivi in certi casi assai diversi tra loro.    

## Monumenti e luoghi d'interesse

### Architetture religiose
- Maria Santissima del Carmelo, in via Decollati;
- Sant'Agata La Pedata, in via del Vespro;
- Sant'Antonio di Padova, in corso Tukory;
- San Luca, in via Paratore;
- San Pio X, in via Chiavelli;
- Chiesa Maria Santissima Assunta alla Guadagna (Real Chiesa Carolina), in via Guadagna;
- San Tarcisio, in via Sebastiano La Franca;
- Sacra Famiglia, in via G.Mignosi.

### Architetture civili
- Orto botanico di Palermo, in via Lincoln;
- Padiglione Giuffrè del Policlinico Universitario Paolo Giaccone;
- Ponte dell'Ammiraglio, a dodici arcate di epoca normanna, situato in piazza Scaffa e visibile dall'attuale corso dei Mille a Palermo.
- Torre dei Diavoli, padiglione di caccia risalente al XIV secolo della famiglia Chiaramonte, è stata demolita nel 2011 per consentire la realizzazione del raddoppio del passante ferroviario. In stile medievale (simile al Palazzo Chiaramonte-Steri), era stata restaurata dall'architetto Giuseppe Patricolo tra il 1873 e il 1895.

### Aree naturali
- Foro Italico
- Villa Giulia

## Geografia antropica
Il quartiere, che presenta un elevato grado di disorganicità, si può suddividere in quattro sub-aree:
- Sant'Erasmo: parte costiera adiacente al lungomare del Foro Italico
- Guadagna: parte più antica del quartiere, il cui nome deriva dall'arabo "Gud-Agn", con cui si intende un luogo di pulitura, poiché i dominatori islamici utilizzavano il Fiume Oreto come lavatoio. L'originale borgata sorgeva al di fuori delle mura cittadine ed è stata inglobata del tutto nel tessuto urbano solo nella seconda metà del XX secolo, durante la grande espansione edilizia che ha interessato Palermo nel secondo dopoguerra.
- Oreto Nuova: area così rinominata dopo la costruzione dei palazzi tra gli anni Cinquanta e Sessanta, che hanno preso il posto degli orti e dei giardini che caratterizzavano il territorio in precedenza. Sono presenti nuclei di abitazioni di edilizia economica così come edifici residenziali più recenti, destinati alla piccola-media borghesia.
- Stazione Centrale - Perez e Feliciuzza: area costituita dalla zona di corso dei Mille da un lato e dalla zona Perez dall'altro. Quest'ultima, situata a costo ridotto tra la contrada Filiciuzza e il rione Perez, è frutto dell'attività edilizia che nel corso degli anni Venti ha interessato i piccoli centri adiacenti al Fiume Oreto.